# Hadweenzic River
Der Hadweenzic River ist ein etwa 212 Kilometer langer rechter Nebenfluss des Yukon Rivers im Zentrum des US-Bundesstaats Alaska.

## Verlauf
Der Hadweenzic River entspringt im Interior südlich der Brookskette, fließt zunächst in östlicher Richtung und wendet sich dann in einem weiten Bogen nach Süden. 70 Kilometer südwestlich von Fort Yukon trifft der Fluss auf einen kleineren Seitenarm des Yukon River.

## Naturschutz
Der gesamte Verlauf des Hadweenzic River liegt im Yukon Flats National Wildlife Refuge.

## Name
Der Name der Ureinwohner Alaskas für den Fluss wurde 1907 vom Diakon Hudson Stuck aufgezeichnet. 1926 meldete der United States Geological Survey die Bezeichnung „Orenzik“.